# Physalis latiphysa
Physalis latiphysa ist eine Pflanzenart aus der Gattung der Blasenkirschen (Physalis) in der Familie der Nachtschattengewächse (Solanaceae).

## Beschreibung
Physalis latiphysa ist eine 30 bis 45 cm hoch werdende krautige Pflanze. Die Sprossachse ist dicht mit vielzelligen, drüsigen Trichomen behaart. Die Laubblätter sind seidig behaart, 5,5 bis 16,0 cm lang, wobei die Blattstiele 2,5 bis 7,5 cm und die Blattspreiten 3,0 bis 8,5 cm ausmachen. Die Blattspreite hat eine Breite von 1,5 bis 7,0 cm, die Spitze ist spitz zulaufend, die Basis ist abgestumpft, selten um bis zu 3 mm schräg gestellt. Der Blattrand ist ganzrandig oder selten mit bis zu vier Zähnen pro Seite gezähnt.
Die Blüten stehen an 4 bis 11 mm langen Blütenstielen, der Kelch hat zugespitzte Kelchzipfel, ist drüsig behaart und 2,2 bis 2,5 mm lang, sowie 1,0 bis 1,5 mm breit. Die Krone ist cremegelb, jedes der fünf verwachsenen Kronblätter ist auf der Innenseite mit fünf dunkelblauen Markierungen versehen, der Kronendurchmesser beträgt 3,5 bis 4,0 mm. Die Staubfäden sind behaart und blau gefärbt, die Staubbeutel blau oder blau-meliert mit einer Länge von 1 mm. Die Blütezeit liegt zwischen Juli und September.
Zur Fruchtreife verlängert sich der Stiel auf 1,8 bis 2,0 cm, der Kelch vergrößert sich auf 3 bis 4 cm Länge und einen Durchmesser von 2,5 bis 3,5 mm, oftmals ist er genauso lang wie breit. Die gesamte Oberfläche des Kelchs ist drüsig behaart. Der Querschnitt des Kelches ist stark fünfeckig. Die Frucht ist eine kugelförmige Beere mit einem Durchmesser von 1,3 bis 2,0 mm, sie ist nicht klebrig und enthält eine Vielzahl von braunen, gekörnten, 2,5 mm durchmessenden Samen.

## Vorkommen
Die Art kommt im südlichen Arizona vor, ist aber auch aus jeweils einer Sammlung aus Sonora, Guanajuato und Michoacán bekannt.

## Systematik
Physalis latiphysa wird innerhalb der Gattung der Blasenkirschen (Physalis) in die Sektion Epeteiorhiza der Untergattung Rydbergis eingeordnet. Sie ähnelt am meisten Physalis pruinosa, unterscheidet sich von dieser vor allem durch kürzere Blütenstiele und die blauen Staubbeutel. Diese Merkmale sind auch in Physalis nicandroides zu beobachten, im Gegensatz zu dieser Art hat Physalis latiphysa längere Trichome, dünnere Fruchtstiele und einen papierartige und nicht lederigen Fruchtkelch. Beide Arten unterscheiden sich von Physalis latiphysa auch darin, dass sie klebrige Früchte aufweisen.